# 라파엘 슈피겔
라파엘 시몬 슈피겔(Raphael Simon Spiegel, 1992년 12월 19일 ~ )는 스위스의 축구 선수이다. 현재 FC 로잔 스포르에서 활약하고 있다.